# Жанаталап (Байдібека район)
Жанатала́п (каз. Жаңаталап) — село у складі району Байдібека Туркестанської області Казахстану. Входить до складу Агибетського сільського округу.
Населення — 267 осіб (2021; 372 у 2009, 387 у 1999, 310 у 1989).